# Kazimierz Wolski (zm. 1691)
Kazimierz Wolski z Gośniewic herbu Nowina (zm. w 1691 roku) – podsędek sanocki w 1688 roku, podstoli sanocki w latach 1685-1688, sędzia skarbowy ziemi sanockiej w 1690 roku.